# Izraelski filharmonijski orkestar
Izraelski filharmonijski orkestar (kolokvijalno i Izraelska filharmonija; heb. התזמורת הפילהרמונית הישראלית; engl. Israel Philharmonic Orchestra) vodeći je orkestar u Izraelu. Dom orkestra je koncertna dvorana Charles R. Bronfman (engl. Charles R. Bronfman Auditorium) u Tel Avivu.

## Povijest
Bronisław Huberman, poljski violinist židovskoga podrijetla, utemeljio je 1936. u Tel Avivu Palestinski filharmonijski orkestar. Prvi članovi tog orkestra bili su židovski glazbenici koji su u to doba rastućeg antisemitizma gubili svoja namještenja u tada najznačajnijim europskim orkestrima. Naslutivši strahote holokausta, Huberman ih je pozvao da se presele u Palestinu. Palestinski filharmonijski orkestar je svoj prvi koncert održao 26. prosinca 1936. u Tel Avivu. Na programu su bile skladbe Carla Marie von Webera i Johannesa Brahmsa, a izvedbama je ravnao slavni Arturo Toscanini.
Zbog tragičnih događaja u t.zv. Kristalnoj noći i protužidovskih pogroma u Njemačkoj u studenome 1938., ali i zbog antisemitskih napisa Richarda Wagnera te činjenice da je i Adolf Hitler bio veliki obožavatelj njegove glazbe, Bronisław Huberman odlučio je u koncertnim programima orkestra ne izvoditi Wagnerova djela.
Kada je 1948. proglašena Država Izrael, Palestinski filharmonijski orkestar promijenio je ime u Izraelski filharmonijski orkestar. Bojkot Richarda Wagnera i njegove glazbe u Izraelu prekinut je 1981. kada je Zubin Mehta je na kraju jednog koncerta s Izraelskim filharmonijskim orkestrom najavio da će kao dodatak izvesti uvertiru operi Tristan i Izolda: nazočnima u publici prepustio je odluku o tome hoće li ostati u dvorani ili ju napustiti.
Izraelski filharmonijski orkestar najbolji je promotor izraelske kulture. Mnogobrojne turneje i koncertna gostovanja u Japanu, Argentini, Poljskoj, Mađarskoj, Rusiji, Kini i Indiji od velikog su značaja za promicanje izraelskoga kulturnog naslijeđa, ali i ugleda izraelske države u svijetu. Za Izraelski filharmonijski orkestar često kažu da ima »više srca i topliji zvuk« od bilo kojeg drugog orkestra, zbog čega je vrlo cijenjen i na međunarodnoj glazbenoj sceni.
Za iznimna glazbena postignuća orkestar je 1958. nagrađen Državnom nagradom Izraela, najvećim izraelskim državnim priznanjem.

## Glazbeni savjetnici, ravnatelji i dirigenti
Sve do 1968. godine Izraelski filharmonijski orkestar nije imao stalnoga glazbenog ravnatelja. Tu dužnost do tada su kao glazbeni savjetnici obavljali William Steinberg (1936. – 1938.), Leonard Bernstein (1947. – 1949.; od 1988. – 1990. počasni šef-dirigent, engl. Laureate Conductor), Paul Paray (1949. – 1951.), Bernardino Molinari, Jean Martinon (1958. – 1960.). Zubin Mehta je od 1968. do 1977. bio savjetnik i šef-dirigent: 1977. imenovan je glazbenim ravnateljem, a 1981. i doživotnim glazbenim ravnateljem Izraelskoga filharmonijskog orkestra.
Pod ravnanjem Zubina Mehte orkestar je za diskografsku kuću Decca Records snimio izvedbe djela mnogih skladatelja, posebice Mozarta, Beethovena, Brahmsa i Dvořáka. Leonard Bernstein je često ravnao izvedbama i praizvedbama vlastitih djela, a neka od njih je s orkestrom i snimio. Osim svojih skladba, s orkestrom je snimao i djela Mendelssohna, Stravinskog i Mahlera. Izraelski filharmonijski orkestar je snimao i glazbu japanske skladateljice Yoko Kanno za anime Makurosu Purasu (jpn. マクロスプラス ; engl. Macross Plus). Kurt Masur je 1992. imenovan počasnim gost-dirigentom. Osim već spomenutih dirigenata, orkestrom su kao gosti-dirigenti do danas ravnali i Josef Krips, Dean Dixon, Gary Bertini, Mendi Rodan, Herbert Blomstedt, Carlo Maria Giulini, Christoph von Dohnányi, Daniel Barenboim, Yoel Levi, Gianandrea Noseda, i Gustavo Dudamel.

## AFIPO
American Friends of the Israel Philharmonic Orchestra (skraćeno AFIPO, hrv. Američki prijatelji Izraelskoga filharmonijskog orkestra) neprofitna je udruga čiji je glavni cilj prikupljanje financijskih sredstava za pomoć i osiguranje postojanog djelovanja Izraelskoga filharmonijskog orkestra. Zbog nedostatne novčane potpore izraelske vlade, ali i drugih financijskih problema u poslovanju orkestra, Zubin Mehta i Fredric R. Mann su 1981. u Americi utemeljili udrugu, kako bi orkestru omogućili sigurnu materijalnu budućnost. Sjedište udruge je u New Yorku, a novac koji udruga prikupi uplaćuje se zakladi koja potpomaže operativno djelovanje orkestra i njegove obrazovne programe diljem Izraela.

## Vanjske poveznice

### Sestrinski projekti
|  | Zajednički poslužitelj ima još gradiva o temi Izraelski filharmonijski orkestar |

### Mrežna sjedišta
- Službene stranice Izraelskog filharmonijskog orkestra (engl.) (hebr.)
- Proleksis enciklopedija Online – Izraelski filharmonijski orkestar (hrv.)
- pbs.org – ORHESTRA OF EXILES: The First Concert of the Palestine Symphony Orchestra (engl.)
- jweekly.com – Steve Cohen: »Adversity brings out the best in the Israel Philharmonic« (engl.)
- AFIPO - American Friends of the Israel Philharmonic Orchestra (engl.)